# アメリカンフットボールの反則
本記事では、アメリカンフットボールの反則行為の詳細について記述している。
アメリカンフットボールは、激しいコンタクトが伴うスポーツであるが、それゆえ相手を怪我させてしまうような行為は反則として扱われる。また、攻守で極端に不公平になるような行為は、競技全体の面白さを失わせるため、反則として制限していることが多い。アメリカンフットボールの反則は比較的数が多く、1年単位で細かく変更や追加・削除が行われるため、ここでは主な反則を提示する。すべての反則の種類や内容など詳細は各公式ルールブックを参照。

## 攻撃側の主な反則

### スナップ前の反則

#### ゲームの遅延(Delay Of Game)
審判がレディー・フォー・プレーを宣告してから設定されていた40秒また25秒以内にプレーを開始しなかった。またタイムアウトの権利が残っていないのにタイムアウトを要求した。
NFLにおいては、タッチダウン後以外の状況でボールをスパイクする行為もこの反則の対象となる。
| 項目           | 内容                             |
| -------------- | -------------------------------- |
| 罰則           | 5ヤード                          |
| タイミング     | デッドボール・ファウル           |
| 審判のシグナル | 両手をそれぞれ反対側の肘につける |

#### フォルス・スタート(False Start)
スナップする前に、攻撃側の選手が攻撃と勘違いされるような動きをした。
プレーを開始するタイミングは攻撃側だけが知っている内容であり、守備側の選手は、攻撃側の動きからスタートを判断するため、勘違いさせるような動きは反則として扱われる。勘違いさせるような動きでなければ反則ではない。
| 項目           | 内容                                                               |
| -------------- | ------------------------------------------------------------------ |
| 罰則           | 5ヤード                                                            |
| タイミング     | デッドボール・ファウル                                             |
| 審判のシグナル | 両腕を胸前で回す（バスケットボールのトラベリングのシグナルと同じ） |

#### イリーガル・モーション(Illegal Motion)
スナップする前のモーションが不正なとき。
攻撃側は、1人だけスナップ直前でも動いていることが許される。ただし、以下のルールを守る必要があり、満たしていない場合はイリーガル・モーション。
- 攻撃側の選手全員が、1秒以上静止したのちに動くこと。
- 動く選手はバックの選手であること。
- 相手ゴールライン方向（前方）へ動かないこと。

| 項目           | 内容                                                   |
| -------------- | ------------------------------------------------------ |
| 罰則           | 5ヤード                                                |
| タイミング     | ライブボール・ファウル                                 |
| 審判のシグナル | 片手を胸前から前方に開く逆水平チョップのようなシグナル |

#### イリーガル・シフト(Illegal Shift)
スナップする前のシフトが不正なとき。
攻撃側は、2人以上の選手が動いたり、1人以上が前方に動作したりして、ポジションや姿勢を変更することが許される。ただし、その変更後、全員が1秒以上静止する必要がある。静止しないままスナップした場合、イリーガル・シフト。
静止した状態からのスナップで守備はプレー開始を判断するため、スナップ前に不正に動いていると守備がスタートのタイミングをはかれないため、反則。
| 項目           | 内容                                                   |
| -------------- | ------------------------------------------------------ |
| 罰則           | 5ヤード                                                |
| タイミング     | ライブボール・ファウル                                 |
| 審判のシグナル | 両手を胸前から前方に開く逆水平チョップのようなシグナル |

#### イリーガル・フォーメーション(Illegal Formation)
フォーメーションが不正なとき。
攻撃側はスナップするとき、特定の位置に選手がいる必要があったり、逆にいてはならなかったり、フォーメーションに関するルールがある。このルールに反するとイリーガル・フォーメーション。
- スクリメージラインから1ヤード以内の選手（ライン上の選手）が7人以上いること（NCAAルールではバックが4人以内であること と表現）。
- NFLでは、ラインの内側が無資格番号(50-79)の選手であること。
- NFLでは、ラインの両端やバックが有資格番号(1-49、80-89)の選手であること。
- NCAAでは、ライン上に5人以上、無資格番号(50-79)の選手であること。

| 項目           | 内容                                                               |
| -------------- | ------------------------------------------------------------------ |
| 罰則           | 5ヤード                                                            |
| タイミング     | ライブボール・ファウル                                             |
| 審判のシグナル | 両腕を胸前で回す（バスケットボールのトラベリングのシグナルと同じ） |

#### 交代違反(Illegal Substitution)
12人以上の選手がハドルしたり、フォーメーションについたりした。
守備は、攻撃側の選手構成（パーソネル）から攻撃の意図を探り、守備側の構成や戦術を判断するため、それを阻害する行為として反則と扱われる。
ときに「12人ハドル(12-men huddle)」と直接的な表現でコールされることもある。
| 項目           | 内容                   |
| -------------- | ---------------------- |
| 罰則           | 5ヤード                |
| タイミング     | デッドボール・ファウル |
| 審判のシグナル | 片手を逆側の胸につける |

### プレー中の反則

#### 無資格レシーバーのダウンフィールドへの侵入(Ineligible Receiver Downfield on Pass)
パスプレーで、番号による無資格選手またはポジションによる無資格の選手（主にオフェンスラインの選手）が、パスが投げられる前にスクリメージラインより3ヤード以上（NFLでは1ヤード以上）前に出た。
QBをプロテクションするはずのラインの選手が前にでるとランプレーであると勘違いし、守備側が不利になってしまうため、反則として扱われる。
| 項目           | 内容                   |
| -------------- | ---------------------- |
| 罰則           | 5ヤード                |
| タイミング     | ライブボール・ファウル |
| 審判のシグナル | 片手を頭上につける     |

#### 不正なフォワードパス(Illegal Forward Pass)
ボールキャリアがスクリメージラインを超えてから前方にパスした。または1回のプレーで2回以上前方にパスした。
| 項目           | 内容                     |
| -------------- | ------------------------ |
| 罰則           | 5ヤード＋ロスオブダウン  |
| タイミング     | ライブボール・ファウル   |
| 審判のシグナル | 身体の後ろで片手を動かす |

#### パス・インターフェアランス(Pass Interference)
攻撃選手による守備選手へのパス・キャッチの妨害。
以下の場合、パス・インターフェアランスを取られることが多い。
- 守備選手にぶつかり、押してから、パスコースにでた後、パスが投げられた（パスの方向は無関係）。
押す行為が、ランプレーのためのブロックと勘違いさせる行為のため、反則として扱われる。
- 守備選手のボールをキャッチする機会を妨害した。
  - パスカバーしている守備選手を押して間合いを取って、パスキャッチを試みた。
  - 自身はボールをキャッチする構えなく、キャッチ（インターセプト）しようとしている相手選手に接触した。
  - 自身はボールに向かわずボールを追いかけている相手選手の動き（走路）を邪魔するために接触した。

パスキャッチする行為は、攻守関係なく公平な機会が与えられるため、攻撃選手が守備選手のパスキャッチを妨害したとして反則として扱われる。
これらの行為より前に、パスされたボールがタッチされている場合は、反則にならない。
妨害がなかったとしても、明らかにキャッチできなかったと判断できると場合は、反則にならない。

| 項目           | 内容                           |
| -------------- | ------------------------------ |
| 罰則           | 15ヤード（NFLでは10ヤード）    |
| タイミング     | ライブボール・ファウル         |
| 審判のシグナル | 両手の平を胸前で前方につきだす |

#### インテンショナル・グラウンディング(Intentional Grounding)
ロスを逃れるため、有資格レシーバーがいない地域に 故意にパスを投げた。
通常、守備選手がせまった状態で発生し、そのままではサックを受けてロスゲインになるところを、パス失敗によって元の位置でのスナップにしようとする行為を防ぐことを目的にした反則。
パッサーがタックル・ボックス（ルール上はスナッパーから後方エンドラインまでで左右5ヤード以内の区域）から出て、パスがスクリメージラインを超えた場合は適用されない。
なお、スナップ直後のスパイクは時間を止めるためで、ロスを避けるためではないため、この反則は適用されない。
| 項目           | 内容 |
| -------------- | --- |
| 罰則           | 次のプレーをプリビアススポットから10ヤード自陣側もしくはボールを投げた地点どちらか自陣に近い方でスナップ＋ロス・オブ・ダウン。 自陣エンドゾーン内で反則した場合は、セイフティ。 |
| タイミング     | ライブボール・ファウル |
| 審判のシグナル | 両方の手をつけずに、斜めに振り下ろす |

### プレー中のブロックに関する反則

#### ホールディング(Holding)
パス・プロテクションやラン・ブロックで、相手の腕や足など身体やジャージを掴んだり、相手に巻き付いたりした。
| 項目           | 内容 |
| -------------- | --- |
| 罰則           | 10ヤード。 スクリメージ後方で発生した場合はプレビアス・スポットから、前方で発生した場合は反則地点から。 |
| タイミング     | ライブボール・ファウル                                                                                  |
| 審判のシグナル | 片方の手で、他方の手首を掴む。手首を掴まれている側の手の甲を前方にする。                                |

#### クリッピング(Clipping)
最初の接触が背後で、かつ、腰を含めて腰から下へのブロック。
ただし、スナップしたときに決められた領域にいた選手が、その領域内でのブロックについては、膝を含めて膝から下へのブロックでなければ、反則ではない。
その領域は、NCAAでは、ブロッキング・ゾーン(Blocking Zone)と呼び、中央のラインマンを中心に左右に5ヤード、前後3ヤードの長方形の領域。
NFLでは、クローズライン・プレー(Close-line Play)と呼び、両タックルの間で、スクリメージライン前後3ヤードの長方形の領域。
| 項目           | 内容                           |
| -------------- | ------------------------------ |
| 罰則           | 15ヤード                       |
| タイミング     | ライブボール・ファウル         |
| 審判のシグナル | 片手を同じ側の足の膝裏をたたく |

#### 背後のブロック(Block In the Back)
相手を背後から腰から上に接触してブロックした。
ただし、クリッピングと同様の領域でのブロックは反則ではない。
また、明らかにブロックしようとしてから、相手選手が背中を向けたときは反則ではない。
| 項目           | 内容                                                       |
| -------------- | ---------------------------------------------------------- |
| 罰則           | 10ヤード                                                   |
| タイミング     | ライブボール・ファウル                                     |
| 審判のシグナル | 片手で反対側の手首を掴む。掴まれた側の手の平を前方にする。 |

#### 腰より下のブロック(Block Below the Waist)
ブロック対象の足が地面に付いている状態で、最初の接触が相手の腰より下でブロックした。
- NCAAルール
ロー・ブロッキング・ゾーンでの「腰より下のブロック」については、スナップ時にそのゾーンにいたラインまたは、スナッパーから2人目以内にいたバックによるボールがそのゾーンを出ない間でのブロックは反則ではない。
ロー・ブロッキング・ゾーンとは、スナッパーから左右7ヤード、前後5ヤードの長方形の領域である。
ボールがゾーンにある間は、正面からのブロックであれば、腰より下にブロックしても良い。
ボールがゾーンを出た後は、自陣のエンドゾーン方向に腰より下にブロックしてはいけない。
- NFLルール
  - ボールがタックルボックスから出た後は、相手の横または背後から、自チームのエンドライン方向に腰より下にブロックしてはいけない。ピールバック・ブロック(Peel Back Block)とも呼ばれる。
  - 以下の「腰より下のブロック」は、クラックバック・ブロック(Crackback Block)という特別な呼称の反則。

スナップしたときにタックルより外側2ヤード以上離れていたライン上の選手、またはスナップ後にタックルより2ヤード以上外側に移動したバックの選手によるブロックで、スクリメージラインの前後5ヤードの範囲での腰より下のブロック。
  - 以下の「腰より下のブロック」は、カット・ブロック(Cut Block)という特別な呼称の反則。

有資格レシーバーによるスクリメージラインを越えた位置での腰より下のブロック。
もしくはタックルより外側2ヤード以上離れていた有資格レシーバーによる腰より下のブロック（ブロックの場所は問わず）。

| 項目           | 内容                   |
| -------------- | ---------------------- |
| 罰則           | 15ヤード               |
| タイミング     | ライブボール・ファウル |
| 審判のシグナル | 両手で両膝を叩く       |

#### チョップ・ブロック(Chop Block)
2人の攻撃選手が1人の守備選手に対して、片方がロー、他方がハイの組み合わせによるブロック。
ローのブロックとは、相手選手の股または股より下へのブロック。
守備選手から当たってきた場合、または偶然の接触の場合は、反則ではない。
| 項目           | 項目       | 内容                       |
| -------------- | ---------- | -------------------------- |
| 罰則           | 罰則       | 15ヤード                   |
| タイミング     | タイミング | ライブボール・ファウル     |
| 審判のシグナル | NCAA       | 両手で横から両太ももを叩く |
| 審判のシグナル | NFL        | 両手で両膝を叩く           |

#### トリッピング(Tripping)
足または脚を使った相手選手へのブロック。
| 項目           | 内容                                 |
| -------------- | ------------------------------------ |
| 罰則           | 15ヤード                             |
| タイミング     | ライブボール・ファウル               |
| 審判のシグナル | 片方の足で、他方の足首を後ろから蹴る |

## 守備側の主な反則

### スナップ前の反則

#### オフサイド(Offside)
スナップ前に守備選手が不正な位置にいる。具体的には以下の場合が該当する。
- スナップしたときに守備選手がニュートラルゾーン内か、ニュートラルゾーンに越えた位置にいる。スナップ前に戻っていれば反則ではない[5]。
- スナップする前に守備選手が、ニュートラルゾーンを越えて攻撃選手に接触する。[6]
- スナップ前のボールを触る。
- スナップ前に、相手選手に接触しなくても、バックに向かって突進する。
- スナップ前に、オフェンスラインを脅して、反射的な動き（フォルス・スタート）を誘発する[7]。

| 項目           | 内容                 |
| -------------- | -------------------- |
| 罰則           | 5ヤード              |
| タイミング     | 種類による           |
| 審判のシグナル | 両手を腰の横につける |

#### エンクローチメント(Encroachment)
スナップする前に守備選手が、ニュートラルゾーンを越えて攻撃選手に接触する。
NCAAルールでは「オフサイド」として扱われるが、NFLルールでは「エンクローチメント」として扱われる。いずれも審判のシグナルも、罰則距離も変わらないので、審判によっては他方の表現でコールすることもある。
| 項目           | 内容                   |
| -------------- | ---------------------- |
| 罰則           | 5ヤード                |
| タイミング     | デッドボール・ファウル |
| 審判のシグナル | 両手を腰の横につける   |

#### ニュートラルゾーン・インフラクション(Neutral Zone Infraction)
スナップ前に、ニュートラル・ゾーンに侵入し、攻撃選手の反射的な動き（フォルス・スタート）を誘発する。
攻撃選手、特にオフェンスラインが1秒以上静止しなければならないルールを逆手にとって、ライン前にいる守備選手があたかもラッシュするかのように身体を動かして、オフェンスラインの選手が反応して「フォルススタート」の反則を取らせる行為を抑制するための反則。
NCAAルールでは「オフサイド」として扱われるが、NFLルールでは「ニュートラルゾーン・インフラクション」として扱われる。いずれも審判のシグナルも、罰則距離も変わらないので、審判によっては他方の表現でコールすることもある。
| 項目           | 内容                   |
| -------------- | ---------------------- |
| 罰則           | 5ヤード                |
| タイミング     | デッドボール・ファウル |
| 審判のシグナル | 両手を腰の横につける   |

### プレー中の反則

#### パス・インターフェランス(Pass Interference)
守備選手による攻撃選手へのパス・キャッチの妨害。以下のような場合、反則と判断されることが多い。
- 自身はボールをキャッチする構えなく、キャッチ（インターセプト）しようとしている相手選手に接触した。
- 自身はボールに向かわずボールを追いかけている相手選手の動き（走路）を邪魔するために接触した。
- パスキャッチしようとしている攻撃選手の肩や胸などに片手で接触して、他方の手でパスをブロックした。
これらの行為より前に、パスされたボールがタッチされている場合は、反則にならない。
妨害がなかったとしても、明らかにキャッチできなかったと判断できると場合は、反則にならない。

| 項目           | 項目           | 内容 |
| -------------- | -------------- | --- |
| 罰則           | NCAA           | 15ヤード＋ファーストダウン スクリメージラインから15ヤード以内で発生した場合は、反則地点でファーストダウン 敵陣17ヤードから2ヤードでスナップされて、敵陣2ヤード以内やエンドゾーンで発生した場合は、敵陣2ヤードでファーストダウン 敵陣2ヤード以内でスナップされた場合、ハーフディスタンスでファーストダウン エンドゾーンで発生した場合は、敵陣1ヤードでファーストダウン 敵陣2ヤード以内でスナップされた場合、ハーフディスタンスでファーストダウン |
| 罰則           | NFL            | 距離に関係なく反則地点でファーストダウン。エンドゾーン内で起きた場合は敵陣1ヤードでスナップ。1ヤード以内からスナップされた場合はハーフディスタンスでファーストダウン。 |
| タイミング     | タイミング     | ライブボール・ファウル |
| 審判のシグナル | 審判のシグナル | 両手の平を胸前で前方につきだす |

#### イリーガル・コンタクト(Illegal Contact)
NFL独自のルール。スクリメージ・ラインから5ヤード以上越えた地点で攻撃側のレシーバーに接触した。
ボールがポケットから出た場合、適用外となる。
また、攻撃選手から接触を受けて、それに対して自身の身体を守るための接触は認められる。
| 項目           | 内容                           |
| -------------- | ------------------------------ |
| 罰則           | 5ヤード＋ファーストダウン。    |
| タイミング     | ライブボール・ファウル         |
| 審判のシグナル | 片手の平を胸前で前方につきだす |

#### ホールディング(Holding)
ボールを持っていない選手に対して、タックルしたり、つかんだり、その他妨害したりした。
| 項目           | 項目           | 内容                                                                          |
| -------------- | -------------- | ----------------------------------------------------------------------------- |
| 罰則           | NCAA           | 10ヤード。 パスプレーで有資格レシーバーに対する反則の場合、ファーストダウン。 |
| 罰則           | NFL            | 5ヤード＋ファーストダウン。                                                   |
| タイミング     | タイミング     | ライブボール・ファウル                                                        |
| 審判のシグナル | 審判のシグナル | 片方の手で、他方の手首を掴む。手首を掴まれている側の手の甲を前方にする。      |

#### ラフィング・ザ・パサー(Roughing the Passer)
明らかにパスを投げた後のパサー（クォーターバック）を突き当たったり、投げつけたりの乱暴行為。
パスを投げた直後はバランスが悪く、タックルされると怪我する危険性があるため、保護されている。
NFLでは、パサーのヘルメット、フェイスマスク、顔、首にぶつかったり、叩いたりする行為も、反則としている。
| 項目           | 内容                                                 |
| -------------- | ---------------------------------------------------- |
| 罰則           | 15ヤード＋ファーストダウン（パーソナル・ファウル）。 |
| タイミング     | ライブボール・ファウル                               |
| 審判のシグナル | 片方の手を、上から下、反対側へ斜めに投げ下ろす       |

#### ホースカラータックル(Horse Collar Tackle)
ボールキャリアーの襟首を掴んだタックル。
乗馬で手綱を引いて止めるような形からの命名であり、首や腰が大きく反ってしまい危険が伴うため、反則として扱われる。
| 項目           | 内容                               |
| -------------- | ---------------------------------- |
| 罰則           | 15ヤード（パーソナル・ファウル）。 |
| タイミング     | ライブボール・ファウル             |
| 審判のシグナル | 襟首を掴む                         |

#### イリーガル・フォーメーション(Illegal Formation)
キックプレー時においてLOSの左右どちらかに6人以上が位置している。
| 項目           | 内容                   |
| -------------- | ---------------------- |
| 罰則           | 5ヤード                |
| タイミング     | ライブボール・ファウル |
| 審判のシグナル | オフサイドと同じ       |

## 攻撃側、守備側の双方に適用される主な反則

### 不正な手の使用(Illegal Use Of Hand)
相手選手を対するに当たり、手や腕の使い方のルールが決まっており、それに反する行為。主なルールは以下の通り。
- 攻撃側のパスプロテクションやブロックする選手は、
  - 手を肘より前にあること
  - 手を相手の身体を当てるなら、正面に当てること（相手選手が自ら回転する場合は無視）
  - 手を自身や相手の肩または肩より下であること
  - 両手を組まないこと
  - 相手を掴んだり、引いたり、囲んだり、引っかけたり、締めたり、またはその他不正に妨害しないこと
- 守備側の選手は、
  - ボールキャリアー以外をタックルしたり、掴んだり、またはその他不正に妨害しないこと

攻守共通してフェイスマスクを押す行為も含まれるが、ボールキャリアーに限り対象外。
| 項目           | 項目       | 内容                                                   |
| -------------- | ---------- | ------------------------------------------------------ |
| 罰則           | 罰則       | 10ヤード                                               |
| タイミング     | タイミング | ライブボール・ファウル                                 |
| 審判のシグナル | NCAA       | 片方の手で他方の手首を掴み、掴まれた手の甲を前方にする |
| 審判のシグナル | NFL        | 片方の手で他方の手首を掴み、掴まれた手の平を前方にする |

### パーソナル・ファウル(Personal Foul)
怪我を招く危険な行為は、故意でも偶然でも、パーソナル・ファウルと呼ばれる。
審判は、「頭上で片手で他方の手首を叩く」シグナルで「パーソナル・ファウル」の存在を周知する。個々に定義された反則がある場合は、続けてそのことを示すシグナルをする。
反則を犯したチームは、15ヤードの罰則が科せられる。
また、守備側のパーソナル・ファウルの場合、攻撃側は自動的にファーストダウンが与えられる。多くの場合、プレーが成功しゲインした場合、ボールがデッドした位置から15ヤードの罰則であり、タッチダウンを決めた場合はタッチダウンが認められて、次のトライまたはキックオフで15ヤードが科せられる（攻撃側も反則があって相殺する場合を除く）。
また、危険度が高かったり、悪質と判断したりした場合は、反則を犯した選手を「資格没収（退場）」の処分が科される（相手チームの辞退、相殺を問わない）。

#### フェイス・マスク(Facemask)
フェイス・マスクを掴んで、引っ張ったり、捻ったりする行為。
フェイス・マスクを引っ張られると、頚椎を損傷する可能性があり、選手生命どころか日常生活への影響が高く、保護対象としている。
以前は、偶然、指が引っかかったり、触ったりした場合は、5ヤードの罰退だったが廃止された。ただし、連続的な接触は「不正な手の使用」の反則が取られる。
| 項目           | 内容                                           |
| -------------- | ---------------------------------------------- |
| 罰則           | 15ヤード＋ファーストダウン                     |
| タイミング     | ライブボール・ファウル                         |
| 審判のシグナル | 片方の手を、上から下、反対側へ斜めに投げ下ろす |

#### ターゲティング(Targeting)
NCAA独自のルール。
故意に自身のヘルメットの頂点から相手選手にぶつかる行為。
もしくは、無防備な相手の首やヘルメットに向かってぶつかる行為。
なおこの反則がコールされた場合は必ずビデオ判定にて確認が行われる。
NFLは、「ターゲティング」という名称ではないが、不必要な乱暴行為として反則として扱われる。
| 項目           | 内容                   |
| -------------- | ---------------------- |
| 罰則           | 15ヤード＋失格         |
| タイミング     | ライブボール・ファウル |
| 審判のシグナル | 片方の手で頭を叩く     |

### スポーツマンらしからぬ行為(Unsportsmanlike Conduct)
審判、相手選手、観客への暴言、侮蔑行為。特に悪質なものはトーンティング（taunting）とも呼ばれる。
また敵チーム選手にアウトオブバウンズに押し出されたあと、イン・バウンズに戻らずにプレーを続けたり、スナップが差し迫ったものでないと誤解されるような行動をしたり、オフェンスの選手がチームメイトとコミュニケーションを取ったりもしくはハドルに入ったにもかかわらずプレーに参加しなかった場合、キックプレー時においてディフェンス側の選手がキックをブロックするために敵味方問わず選手を踏み越える（リバレージ）、ディフェンスのLOSから1ヤード以上後方に位置している選手がライン上にいる選手を飛び越える（リーピング）なども含まれる。
得点やビッグプレー後の過度のセレブレーション行為も対象である。
| 項目           | 内容                                                     |
| -------------- | -------------------------------------------------------- |
| 罰則           | 15ヤード（守備側の選手によるものの場合ファーストダウン） |
| タイミング     | 反則を犯したタイミングによる                             |
| 審判のシグナル | 両腕を横に広げる                                         |

## スペシャル・チームの反則

### フリーキック

#### 不正なフォーメーション
フリーキック（キックオフ）をするチームは、以下のルールに従っていないと反則。
- キッカー以外の選手はボールラインから5ヤード以内にいること
- キックしたとき、キッカーの両側にそれぞれ4人以上いること

| 項目           | 内容 |
| -------------- | --- |
| 罰則           | 5ヤード下がってフリーキックのし直し。 ボールがデッドとなった地点から5ヤード、レシーブ・チーム側に下がってレシーブ・チームのファーストダウン。 |
| タイミング     | ライブボール・ファウル |
| 審判のシグナル | 両腕を胸前で回す |

#### オフサイド
フリーキック（キックオフ）をする前に、キッカー、ホルダー以外の選手がボールより前に出た。
| 項目           | 内容 |
| -------------- | --- |
| 罰則           | 5ヤード下がってフリーキックのし直し。 ボールがデッドとなった地点から5ヤード、レシーブ・チーム側に下がってレシーブ・チームのファーストダウン。 |
| タイミング     | ライブボール・ファウル |
| 審判のシグナル | 両手を腰の横につける |

#### フリーキックのアウト・オブ・バウンズ
フリーキック（キックオフ）されたボールが、レシーブ・チームの選手に触れることなく、ゴールラインより手前でサイドラインを割った。
| 項目           | 内容 |
| -------------- | --- |
| 罰則           | 5ヤード下がってフリーキックのし直し。 ボールが出た地点から5ヤード下がってレシーブ・チームのファーストダウン。 キックした地点から30ヤード、レシーブ・チーム側にずらした位置で、レシーブ・チーム側のファーストダウン（通常のキックオフはキックチーム陣35ヤードでキックするため、レシーブ・チーム陣35ヤードでファーストダウン）。 |
| タイミング     | ライブボール・ファウル |
| 審判のシグナル | 両腕を胸前で回す |

#### 不正なタッチ
フリーキック（キックオフ）されたボールは、キックした位置から10ヤード進むか、レシーブ・チームの選手に触れるまで、キック・チームの選手が触れてはならない。
| 項目           | 内容 |
| -------------- | --- |
| 罰則           | 触れた地点から5ヤードレシービングチーム側に下がって、レシーブ・チームのファーストダウン。レシービングチーム側5ヤード以内で起こった場合はタッチバック |
| タイミング     | ライブボール・ファウル |
| 審判のシグナル | 両手をそれぞれの肩につける（NFLでは片手） |

### スクリメージ・キック・カバー側の反則

#### ラフィング・ザ・キッカー(Roughing the Kicker)
明らかに蹴った後のキッカーやパンターを突き当たったり、投げつけたりの乱暴行為。キックした直後はバランスが悪く、タックルされると怪我する危険性があるため、保護されている。
また、フィールドゴール・プレーのときホルダーに対しても同様の保護規定がある。ホルダーはボールの操作に集中しており、また、その体勢からタックルなどに受けられるだけの余裕が無く、怪我する危険性があるため、保護されている。「ラフィング・ザ・ホルダー(Roughing the Holder)」と罰則名称が変わる。
加えてロングスナッパーもスナップ後体制を整えるまで保護される。この場合「ラフィング・ザ・スナッパー(Roughing the Snapper)」と罰則名称が変わる。
| 項目           | 内容                                                      |
| -------------- | --------------------------------------------------------- |
| 罰則           | 15ヤード＋ファーストダウン（パーソナル・ファウル）。      |
| タイミング     | ライブボール・ファウル                                    |
| 審判のシグナル | パーソナルファールのシグナル その後、片足を軽く蹴りあげる |

#### ランニング・イントゥ・ザ・キッカー(Running Into the Kicker)
明らかに蹴った後のキッカーやパンターに対して、乱暴とは言えないほどの接触があった。ラフィング・ザ・キッカーほどではないが、キッカーが蹴り上げた足先に触ったときなど、多少の危険が伴うため、反則として扱われる。
| 項目           | 内容                   |
| -------------- | ---------------------- |
| 罰則           | 5ヤード。              |
| タイミング     | ライブボール・ファウル |
| 審判のシグナル | 片足を軽く蹴りあげる   |